# Jacob Neusner
Jacob Neusner, född 28 juli 1932 i Hartford, Connecticut, död 8 oktober 2016 i Rhinebeck, New York, var en amerikansk forskare inom judendomen, bosatt i Rhinebeck, New York.

## Biografi
Neusner var född i Hartford, Connecticut och utbildad vid det judiska teologiska seminariet vid Harvard University (där han ordinerades till rabbin) samt vid Universitetet i Oxford och Columbia University. 
Neusner har kallats en av historiens mest publicerade författare; han har skrivit eller redigerat mer än 950 böcker. 
Sedan 1994 har han undervisat vid Bard College. Han har också undervisat vid Columbia University, University of Wisconsin-Milwaukee, Brandeis University, Dartmouth College, Brown University och University of South Florida.
Neusner är ledamot av Institute of Advanced Study i Princeton och livstidsmedlem i Clare Hall vid Cambridge University. Han är den enda vetenskapsman som tjänstgjort vid både National Endowment for the Humanities (humanistiska vetenskapsrådet) och National Endowment for Arts (kulturrådet). Han har också mottagit tjogtals akademiska utmärkelser, hederstitlar och andra ärebetygelser.

## Vetenskaplig verksamhet
Neusners vetenskapliga verksamhet är enorm. Generellt sett kretsar hans forskning runt rabbinsk judendom under de mishnaiska och talmudiska epokerna. Han var en pionjär när det gäller tillämpningen av "formkritik" på rabbinska texter. Mycket av Neusners arbete har gått ut på att dekonstruera den rådande ansatsen som såg rabbinsk judendomen som en enhetlig religiös rörelse inom vilken de olika rabbinska texterna producerats. Neusner betraktar i stället varje rabbinskt dokumentet som ett enskilt vittnesmål som endast kan belysa de mer lokala grenarna av judendomen där respektive dokument växte fram och hos respektive författare. Hans Judaism: The Evidence of the Mishnah (Chicago, 1981, översatt till hebreiska och italienska) är det klassiska uttrycket av hans arbete och det första av många liknande arbeten om andra dokument ur rabbinsk kanon.
Neusners metod att studera dokumenten var för sig utan att sätta in dem i en större kontext av andra rabbinska dokument från samma tid eller genre, ledde till en rad mycket viktiga studier om hur judendomen skapar kunskapskategorier och hur dessa kategorier förhåller sig till varandra, även när de dyker upp var för sig i enskilda rabbinska dokument. Neusners arbete visar, till exempel, hur djupt judendomen är integrerad med Moseböckerna, hur sådana kategorier som "förtjänst" och "renhet" fungerar inom judendomen och hur klassisk judendom absorberade och fortlevde efter förstörelsen av Jerusalem år 70 e. Kr. 
Neusner har översatt nästan hela den rabbinska kanon till engelska. Detta arbete har gjort många rabbinska dokument tillgängliga för forskare inom andra områden som inte behärskar hebreiska och arameiska. Hans översättningar använder ett "Harvard-outline" format som försöker göra de rabbinska texternas tankegång lättare att förstå för dem som inte känner till den talmudiska stilen. 
Neusners verksamhet har syftat till en litterär och akademisk läsning av judendomens klassiker. Neusner har övergått från att studera texten till dess sammanhang. Att behandla en religion i dess sociala omgivning, som något en grupp människor gör tillsammans, snarare än som en uppsättning trosföreställningar och åsikter.

### Teologiska verk
Förutom sina historiska studier och textutgåvor, har Neusner också lämnat bidrag på det teologiska området. Han har författat "Israel:" Judaism and its Social Metaphors  och The Incarnation of God: The Character of Divinity in Formative Judaism.

## Bidrag till undervisningen
Utöver sin forskning, har Neusner varit starkt engagerad i utformningen av undervisningen i judisk och religionsvetenskap vid amerikanska universitet. Han har organiserat ett antal konferenser och samarbetsprojekt som engagerade olika religioner i ett samtal om gemensamma frågor och problem. Neusners ansträngningar har resulterat i konferenser och böcker om bland annat frågan om skillnader i religion, religion och samhälle, religion och materiell kultur, religion och ekonomi, religion och altruism samt religionsfrihet och tolerans. Dessa samarbeten bygger på Neusners intellektuella framsynthet, hans syn på religionen som system, och skulle annars inte kunnat ha kommit till stånd. Genom sitt arbete inom judendomen och den judiska religionen, har han utvecklat metoder och teorier som kan tillämpas på studier av religion i allmänhet. 
Neusner har skrivit ett antal arbeten som utforskar förhållandet mellan judendom och andra religioner. Hans A Rabbi Talks with Jesus  (Philadelphia, 1993, översatt till tyska, italienska och svenska), försöker upprätta ett religiöst hållbart ramverk för judisk-kristen dialog. Boken har lovordats av påven Benedictus XVI och gett honom smeknamnet "Påven favoritrabbi". I sin bok Jesus of Nazareth,  hänvisar Benedictus till den som "den allra viktigaste boken för judisk-kristen dialog under det senaste årtiondet."
Han har också samarbetat med andra forskare att ta fram jämförelser av judendomen och kristendomen, som i The Bible and Us: A Priest and A Rabbi Read Scripture Together  (New York 1990, översatt till spanska och portugisiska). Han har samarbetat med forskare inom islam, vilket lett till World Religions in America: An Introduction  (tredje upplagan, Nashville 2004), som undersöker hur skilda religioner har utvecklats i den speciella amerikanska omgivningen.
Han har sammanställt ett flertal läroböcker och populärvetenskapliga böcker om judendomen. De två mest kända exemplen The Way of Torah: An Introduction to Judaism  (Belmont 2003), och Judaism: An Introduction  (London och New York 2002, översatt till portugisiska och japanska).
Under hela sin karriär, har Neusner tagit initiativet till bokutgåvor och skriftserier hos olika akademiska förlag. Genom dessa serier, genom verk som han grundat och redigerat och genom konferenser han har organiserat, har Neusner gett dussintals unga akademiker från hela världen en skjuts i karriären. Få andra inom den amerikanska religionsvetenskapen har haft en liknande inverkan på studenter från så många inriktningar och intressen.
Neusner har velat göra den rabbinska litteraturen tillgänglig för specialister från olika områden inom det vetenskapliga studiet av religion, liksom inom antikens historia, kultur och Mellanösternstudier. Hans arbete har gällt judendomens klassiska texter och hur de utgör fundamentet till ett religiöst system.

## Kritik
Trots att han är mycket inflytelserik, har Neusner kritiserats av forskare från samma vetenskapsområde. Det följande sammanfattar publicerade studier som är kritiska till Neusner arbete.
Vissa forskare är kritiska till Neusners metod, och hävdar att många av hans resonemang går i cirkel eller försöker bevisa "negativa antaganden" genom frånvaron av bevis (till exempel Cohen, Evans, Maccoby, Poirier, Sanders Andra är kritiska till Neusners behandling och tolkningar av de rabbinska texterna, och konstaterar att hans redogörelse är påtvingad och felaktig (till exempel Cohen, Evans, Maccoby, Poirier och i detalj, Zuesse
En metodisk och historisk kritik av Neusner kommer från E.P. Sanders. I sitt första arbete, hade Neusner hävdat att den mest trovärdiga bevis som visade att fariseerna i andra kungadömet var en sekteristisk grupp baserad på "bordsgemenskap" och rituell renlighet för mat, och mindre intresserade av bredare judiska värderingar och sociala frågor. Zeitlin och Maccoby ifrågasatte denna redogörelse. Sanders  menade att många av Neusners tolkningar av fariseiska diskussioner och beslut var tveksamma (till exempel hade Neusner dragit slutsatsen att 67 % av debatterna mellan de fariseiska "husen" rörde rituell renlighet för mat; Sanders drog slutsatsen att var mindre än 1 % - se Sanders, sid. 177).
Vissa forskare har ifrågasatt Neusners behärskande av rabbinsk hebreiska och arameiska. Den antagligen mest kända och bitande kritiken kom från Saul Lieberman